# Tour de force (film)
Pour les articles homonymes, voir Tour de Force (homonymie).
Pour plus de détails, voir Fiche technique et Distribution.
Hin und weg (titre international : Tour de force) est un film allemand réalisé par Christian Zübert, sorti en 2014.

## Synopsis
Chaque année, Hannes, Kiki, Michael, Mareike, Finn et Dominik font un voyage à vélo. Cette année, ce sont Hannes et sa femme Kiki qui décident de la destination. Partant de Francfort-sur-le-Main, le tour finira devant la mer à Ostende, en Belgique.
Pendant le voyage, les cyclistes apprennent que ce sera le dernier de Hannes. Il est atteint par la SLA, la maladie est incurable. Hannes connaît le diagnostic depuis un certain temps, mais n'a rien dit car il ne voulait pas accabler ses amis. Marqué par la même maladie que son père, il a choisi la Belgique pour y demander l'euthanasie. Cela provoque l'incompréhension et le tour de vélo menace de devenir une catastrophe.
Pendant le voyage, les amis se retrouvent lentement. Les activités en commun comme le saut en parachute ou les incivilités allègent l'ambiance. La dernière partie du voyage les conduit chez la mère de Hannes, car celui-ci est de plus en plus faible. Arrivés en Belgique, ils apprennent que le médecin qui doit effectuer l'euthanasie, est lui-même mort. Mais même après ce report, Hannes maintient sa décision.

## Fiche technique
- Titre : Hin und weg
- Titre international : Tour de force
- Réalisation : Christian Zübert, assisté de Henrike Wöbking et de Joanna Bielinski
- Scénario : Ariane Schröder
- Musique : Siggi Mueller, Egon Riedel (de)
- Direction artistique : Kobita Syed
- Costumes : Monika Gebauer
- Photographie : Ngo The Chau (de)
- Son : Oliver Achatz
- Montage : Mona Bräuer
- Production : Florian Gallenberger, Benjamin Herrmann (de)
- Sociétés de production : Majestic Film (de)
- Société de distribution : Majestic Filmverleih
- Pays d'origine :  Allemagne
- Langue : allemand
- Format : Couleur - 2,35:1 - D-Cinema 48kHz 5.1 - 35 mm
- Genre : Comédie dramatique
- Durée : 95 minutes
- Dates de sortie :
  -  Allemagne : 23 octobre 2014.
  -  Autriche : 24 octobre 2014.

## Distribution
- Florian David Fitz : Hannes
- Julia Koschitz : Kiki
- Jürgen Vogel : Michael
- Volker Bruch : Finn
- Victoria Mayer (de) : Mareike
- Johannes Allmayer (de) : Dominik
- Miriam Stein : Sabine
- Hannelore Elsner : Irene
- Daniel Roesner : Tom

## Production
Ariane Schröder, la scénariste de Hin und weg, élève de l'université de télévision et de cinéma de Munich, a grandi dans la Communauté germanophone de Belgique. Le tournage du road movie a lieu en septembre et octobre 2013 à Francfort-sur-le-Main, Wiesbaden, dans la Rheingau, dans la Vettéravie, à Idstein, dans le Taunus et à Ostende.
Hin und weg est une production de Majestic Film, en coproduction avec la ZDF, en collaboration avec Viafilm et Sky. Il reçoit le soutien de HessenInvestFilm, Medienboard Berlin-Brandenburg, Filmförderungsanstalt et Deutscher Filmförderfonds (de).
La bande originale du film se compose principalement de chansons de nombreux groupes établis (Beatsteaks, Boy, Passenger, Ira May (de)…). Le générique Skin and Bones est interprété par Ryan Keen (de).

## Sélections
- 2014 : 
  - Festival international du film de Locarno
  - Festival international du film de Toronto
  - Festival du film de Hambourg
  - Festival du film Nuits noires de Tallinn
  - Festival de cinéma européen des Arcs
- 2015 :
  - Festival international du film de Miami
  - Festival international du cinéma indépendant de Buenos Aires

## Source de traduction
- (de) Cet article est partiellement ou en totalité issu de l’article de Wikipédia en allemand intitulé « Hin und weg » (voir la liste des auteurs).